# Микрофинансовые организации в России
Микрофинансовые организации в России (МФО) — специальный вид небанковских финансовых организаций, обладающих правом выдачи займов физическим и юридическим лицам. 
С 29 марта 2017 года все микрофинансовые организации в России делятся на два вида — микрофинансовые компании (МФК) и микрокредитные компании (МКК). Основные отличия двух видов МФО заключаются в предельной сумме микрозаймов для выдачи, размере собственных средств, возможностях для привлечения денежных средств, допуске к фондовому рынку (выпуск и размещение облигаций), и др. 
По состоянию на июль 2025 года в России зарегистрировано 862 микрофинансовых организаций. 

## Регулирование микрофинансовых организаций в России
Первоначально, рынок микрофинансирования в России не регулировался и первые микрофинансовые организации в РФ появлялись без участия ЦБ или иных контролирующих органов. 
Институализация рынка микрофинансирования в России произошла в 2010 году. С тех пор микрофинансовые организации осуществляют свою деятельность на основании Федерального закона от 02.07.2010 № 151-ФЗ «О микрофинансовой деятельности и микрофинансовых организациях» (далее — Федеральный закон № 151-ФЗ) и Федерального закона от 21 декабря 2013 года № 353-ФЗ "О потребительском кредите (займе)". 
Принятый 29 декабря 2015 года и выступивший в силу 29 марта 2016 года закон  «О внесении изменений в отдельные законодательные акты Российской Федерации и признал утратившими силу отдельных положений законодательных актов Российской Федерации» 407-ФЗ автоматически преобразовал все действующие на тот момент МФО в статус  МКК (микрокредитные компании). Впоследствии, часть из них получила статус МФК (микрофинансовых компаний).
Разница между двумя видами микрофинансовых организаций состоит в жесткости надзора со стороны ЦБ РФ, требованиям по объёму собственного капитала, источникам пополнения оборотных средств и объёме допустимой выдачи кредитов. В  частности, МФК может выдать одному физическому лицу до 1 млн. рублей, а в МКК только до 500 тыс. рублей. МФК имеет право брать процентные займы у физических лиц и использовать их для выдачи займов другим лицам. МКК не имеют право брать займы у физических лиц.
Федеральный закон № 151-ФЗ регулирует деятельность микрофинансовых организаций, устанавливает размер, порядок и условия предоставления микрозаймов юридическим и физическим лицам. Согласно Федеральному закону № 151-ФЗ, микрофинансовая организация — юридическое лицо, которое осуществляет микрофинансовую деятельность и сведения о котором внесены Центральным банком Российской Федерации в государственный реестр микрофинансовых организаций в порядке, предусмотренном Законом. Микрофинансовые организации могут осуществлять свою деятельность в виде микрофинансовой компании или микрокредитной компании.
С начала 2019 года Центробанк России ввел ряд ограничений в сфере микрофинансирования:
- с 28 января кредиторы не могут требовать с заемщика больше 2,5 размера займа, а ежедневная процентная ставка ограничена 1,5 %.
- с 1 июля 2019 максимальная ежедневная процентная ставка составляет 1 % (365 % годовых), а максимальный размер выплат, которые кредиторы могут потребовать с заемщика, ограничивается до двукратного от суммы кредита (включая проценты, штрафы и другие платежи, относящихся к кредиту).
- с 2020 года нельзя будет потребовать с клиента больше полуторакратного размера займа.
- в 2023 году указом президента России с 1 февраля 2024 года были введены изменения в законодательство, касающееся деятельности коллекторских и микрофинансовых организаций. В частности, распространено действие ограничений при взыскании просроченной задолженности на звонки с использованием автоматизированных систем обзвона (роботов).[6]

По мнению участников рынка, регулирование привело к сокращению количества игроков на рынке МФО с 4 до 2 тыс. к началу 2019 года и дальше оно продолжит снижаться.
Регулирование, контроль и надзор за деятельностью микрофинансовых организаций осуществляет Банк России. Для того, чтобы убедиться, что сведения о микрофинансовой организации содержатся в государственном реестре микрофинансовых организаций и, следовательно, такая организация вправе осуществлять микрофинансовую деятельность, необходимо проверить наличие такой организации в указанном реестре на официальном сайте Банка России в сети «Интернет». По состоянию на 12.10.2017 в государственном реестре микрофинансовых организаций содержится информация о 2264 микрофинансовых организациях, при этом прекратили свою работу 6267 компаний (за период с 2011 по 2017 годы). Юридические лица, сведения о которых не содержатся в государственном реестре микрофинансовых организаций не вправе осуществлять микрофинансовую деятельность.

## Государственные МФО
Наряду с частными, в России существуют государственные и муниципальные МФО. Среди выполняемых ими функций — выдача льготных микрозаймов предприятий малого и среднего бизнеса.

## Список органов для жалоб на нарушения со стороны МФО
Главным надзорным органом для МФО является Банк России, выдающий лицензию всем микрофинансовым организациям. Подать туда жалобу или обращение, связанные с деятельностью микрофинансовых организаций, можно через Интернет-приемную Банка России.
Жалоба на МФО в Банк России будет правомочна, если компания завышает максимальную процентную ставку или взимает дополнительные платежи, о которых не было заявлено при заключении договора с заёмщиком.
Также можно подать жалобу в СРО (саморегулируемую организацию), то есть в профсоюз МФО России, куда в обязательном порядке вступают все компании такого профиля. СРО рассматривает жалобы на текущие нарушения в работе компаний, например на то, что МФО нарушает правила работы с личными данными.
Финансовый омбудсмен принимает жалобы на расчёты величин займа и долга, которые кажутся неправильными. Он помогает гражданам бесплатно, если общая сумма долга менее 500 тысяч рублей.
Роспотребнадзор — универсальный орган для защиты прав потребителей. Роспотребнадзор принимает жалобы от заёмщика, если он обнаружил несоответствие в рекламе или в условиях договора МФО и в реальных услугах. Сюда же относится навязывание услуг, на которые клиент не давал своего письменного согласия.
Федеральная антимонопольная служба (ФАС) также занимается вопросами недостоверной и оскорбительной рекламы, в том числе вводящей в заблуждение по поводу размера выплат.

## Проблемы в сфере микрофинансирования
В своих ежегодных докладах «О состоянии защиты прав потребителей в финансовой сфере» Роспотребнадзор формулирует, в том числе и основные проблемы рынка микрофинансирования в России.
Среди них назывались в разное время:
- Число нелегальных МФО, превышающее количество легальных организаций в 3 раза;
- Увеличение полной стоимости микрозайма до 30 000 руб.;
- Увеличение неоправданной долговой нагрузки граждан за счет высокой ставки по займам;
- Неправомерное разглашение персональных данных клиентов МФО в  сети Интернет;
- Отсутствие дополнительных возможностей погашения микрокредитов, кроме официальной зарплаты заемщиков.

Лидером по общему количеству жалоб, по данным Роспотребнадзора, остается именно сектор кредитования. 